# 자유애국운동
자유애국운동(아랍어: التيار الوطني الحر, 영어: Free Patriotic Movement)는 레바논의 정당이다. 레바논 기독교인 정당 중에서도 카테브당과 더불어 큰 규모이다.